# Championnat du monde de baseball jeune 2011
Navigation
2009 2013
Le Championnat du monde de baseball jeune 2011 est la 14e édition de cette épreuve mettant aux prises les meilleures sélections nationales des moins de 16 ans. Elle se déroule du 19 août 2011 au 28 août 2011 au Mexique.
La compétition se joue dans la ville de Lagos de Moreno.

## Sélections
Douze équipes participent à la compétition:
- Australie
- Brésil
- Cuba
- États-Unis
- Indonésie
- Japon
- Mexique
- Pays-Bas
- Philippines
- Rép. dominicaine
- Taïwan
- Venezuela

## Format du tournoi
16 nations participent au tournoi. Les équipes sont réparties en deux groupes de huit équipes: 
| Groupe A         | Groupe B    |
| ---------------- | ----------- |
| États-Unis       | Australie   |
| Indonésie        | Brésil      |
| Japon            | Cuba        |
| Pays-Bas         | Mexique     |
| Rép. dominicaine | Philippines |
| Venezuela        | Taïwan      |

## Classement final
| Pl. | Sélection |
| --- | --------- |
|     |           |
|     |           |
|     |           |
| 4   |           |
| 5   |           |
| 6   |           |
| 7   |           |
| 8   |           |
| 9   |           |
| 10  |           |
| 11  |           |
| 12  |           |
| 13  |           |
| 14  |           |
| 15  |           |
| 16  |           |

## Récompenses
Voici les joueurs récompensés à l'issue de la compétition:
| Position          | Joueur |
| ----------------- | ------ |
| Lanceur partant   |        |
| Lanceur de relève |        |
| Receveur          |        |
| 1re base          |        |
| 2e base           |        |
| 3e base           |        |
| Arrêt-court       |        |
| Champs extérieurs |        |
|                   |        |
|                   |        |
| Frappeur désigné  |        |

| Récompense                 | Joueur |
| -------------------------- | ------ |
| MVP                        |        |
| Meilleur lanceur           |        |
| Meilleure moyenne au bâton |        |
| Plus de victoires          |        |
| Plus de coups de circuits  |        |
| Plus de points produits    |        |
| Plus de points marqués     |        |
| Meilleur défenseur         |        |